# Blennodia
Blennodia es un género de plantas fanerógamas, de la familia Brassicaceae. Comprende 21 especies descritas y de estas, solo 2 aceptadas.

## Taxonomía
El género fue descrito por R.Br. in Sturt  y publicado en Exped. Centr. Australia 2: App. 67. 1849.

## Especies aceptadas
A continuación se brinda un listado de las especies del género Blennodia aceptadas hasta octubre de 2014, ordenadas alfabéticamente. Para cada una se indica el nombre binomial seguido del autor, abreviado según las convenciones y usos.	
- Blennodia canescens R.Br.
- Blennodia pterosperma (J.M.Black) J.M.Black